# 卢镜如

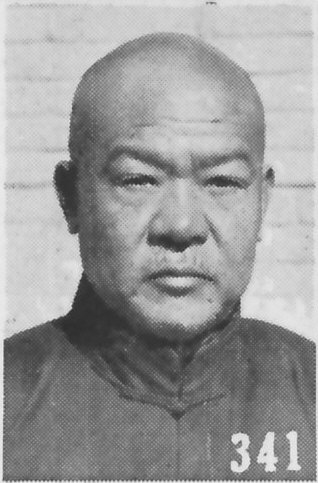

卢镜如（1885年—1942年），察哈尔省涿鹿县人，察南自治政府官员。

## 生平
1937年9月4日，察南自治政府成立，卢镜如出任民生厅长。
龙烟铁矿位于龙关县属庞家堡和宣化县属烟筒山的交界处。1939年7月，华北开发会社和蒙疆联合自治政府共同设立龙烟铁矿会社。卢镜如任龙烟铁矿会社理事长，山际满寿一任副理事长。该会社的本社位于张家口。1942年（民国三十一年）卢镜如病逝，理事长一职由日本人接任。